# Ambadra rafflesi
Ambadra rafflesi är en fjärilsart som beskrevs av Moore 1859. Ambadra rafflesi ingår i släktet Ambadra och familjen tandspinnare. Inga underarter finns listade i Catalogue of Life.